# Remigia velata
Remigia velata är en fjärilsart som beskrevs av Walker. Remigia velata ingår i släktet Remigia och familjen nattflyn. Inga underarter finns listade.